# انضمام الجبل الأسود إلى الاتحاد الأوروبي
يندرج انضمام الجبل الأسود إلى الاتحاد الأوروبي في جدول الأعمال الحالي لتوسيع الاتحاد الأوروبي في المستقبل.

## الطلب
تقدم الجبل الأسود رسميًا بطلب للانضمام إلى الاتحاد الأوروبي في 15 ديسمبر 2008. في 23 أبريل 2009، دعا المجلس المفوضية الأوروبية لتقديم رأيها بشأن الطلب. وقدمت اللجنة إلى الجبل الأسود في 22 يوليه 2009 استبيانا لتقييم طلبه. في 9 ديسمبر 2009، سلم الجبل الأسود إجاباته على استبيان المفوضية الأوروبية.